# Knut Sandberg
Knut Lennart Sandberg, född 29 juli 1923 i Lund, död 28 maj 1985 i Lund, var en svensk målare. 
Knut Sandberg började måla i Linköping vid mitten på 1940-talet och tillhörde kretsen kring konstnären Eric Häggqvist. Han tillägnade sig snabbt stort tekniskt kunnande med oljan och gav tavlorna liv genom schumring. Ofta står i hans målningar en konturteckning som grund för förenklade färgplan, som delvis skymmer teckningen. Bland motiven märks skildringar från arbetsplatser i Linköping, såsom hamnen med dess lyftkranar, garveriet och kvarnen, samt stadsbilder, landskap och stilleben. Knut Sandberg var nära vän med bland annat Linköpingskonstnären Alf Gustavsson, vilken han målade tillsammans med och även umgicks privat
Knut Sandberg har utställt separat i Nystedts konstsalong i Linköping (tillsammans med Thorsten Andersson) 1951. Bland utställningar han deltagit i kan nämnas Östgöta konstförenings vårsalonger 1951 (i Mjölby), 1953 (Vadstena, Norrköping, Linköping m. fl. städer), samt 1954 - 1956 (Linköping), samlingsutställningar i Linköping 1949, 1950 (Nystedts vårsalong), 1952 (12 Linköpingskonstnärer) och 1954 (fyra unga Linköpingsmålare) utställningenUnga tecknare på Nationalmuseum 1951, Fem Östgötamålare i Ljungsbro i Östergötland 1953 och en utställning i Lunds konststudio 1954 (tillsammans med andra konstnärer).
Föräldrar var smeden Frans Sandberg och hans hustru Elin. År 1948 gifte sig Knut Sandberg med Märtha Josefson.